# Johann-Heinrich-Voß-Preis für Übersetzung
Der Johann-Heinrich-Voß-Preis für Übersetzung wird jährlich während der Frühjahrstagung der Deutschen Akademie für Sprache und Dichtung verliehen. Er wurde im Jahr 1958 als Johann-Heinrich-Voß-Preis erstmals gestiftet und „soll sowohl übersetzerische Lebenswerke als auch einzelne Leistungen von Werken der Lyrik, des Dramas, der Essayistik, ja selbst produktiver Wissenschaft […] auszeichnen“. 1977 wurde der Name des Preises zur Verdeutlichung erweitert. Ab 2002 war der Johann-Heinrich-Voß-Preis für Übersetzung mit 15.000 Euro dotiert, seit 2023 beläuft sich die Dotierung auf 20.000 Euro.
Die Auszeichnung ist benannt nach dem Dichter und Altphilologen Johann Heinrich Voß, der als Erster die Ilias und die Odyssee Homers aus dem Altgriechischen ins Deutsche übersetzte. Die Jury hat eine Amtszeit von drei Jahren und besteht derzeit (2020) aus Iso Camartin, Aris Fioretos, Daniel Göske, Susanne Lange, Gabriele Leupold, Ernst Osterkamp und Anne Weber.
Der Preis sollte nicht mit dem Johann-Heinrich-Voß-Preis für Literatur und Politik verwechselt werden.

## Liste der Preisträger
- 1958: Edwin Muir und Willa Muir
- 1959: Benno Geiger
- 1960: E. K. Rahsin (Elisabeth „Less“ Kaerrick)
- 1961: Jakob Hegner
- 1962: Rudolf Alexander Schröder
- 1963: Friedhelm Kemp
- 1964: Michael Hamburger
- 1965: Wolfgang Schadewaldt
- 1966: Eva Rechel-Mertens, Philippe Jaccottet
- 1967: Witold Wirpsza, Karl Dedecius
- 1968: Eva Hesse
- 1969: Hans Hennecke
- 1970: Janheinz Jahn
- 1971: Karl August Horst
- 1972: Elmar Tophoven
- 1973: Peter Gan (Richard Moering)
- 1974: Peter Urban
- 1975: Curt Meyer-Clason
- 1976: Hanns Grössel
- 1977: Edwin Maria Landau
- 1978: Übersetzerkollegium der Deutschen Thomas-von-Aquin-Ausgabe
- 1979: Gerda Scheffel und Helmut Scheffel
- 1980: Annemarie Schimmel
- 1981: Wolfgang Kasack
- 1982: Heinz von Sauter
- 1983: Rolf-Dietrich Keil
- 1984: Anneliese Botond
- 1985: Elisabeth Schnack
- 1986: Hanno Helbling
- 1987: Rudolf Wittkopf
- 1988: Traugott König
- 1989: Michael Walter
- 1990: Manfred Fuhrmann
- 1991: Fritz Vogelgsang
- 1992: Simon Werle
- 1993: Roswitha Matwin-Buschmann
- 1994: Werner von Koppenfels
- 1995: Rosemarie Tietze
- 1996: Joachim Kalka
- 1997: Hans-Horst Henschen
- 1998: Gustav Just
- 1999: Harry Rowohlt
- 2000: Armin Eidherr
- 2001: Burkhart Kroeber
- 2002: Gisela Perlet
- 2003: Hans Wolf
- 2004: Michael von Albrecht
- 2005: Elisabeth Edl
- 2006: Ralph Dutli
- 2007: Stefan Weidner
- 2008: Verena Reichel
- 2009: Susanne Lange
- 2010: Zsuzsanna Gahse
- 2011: Frank Günther
- 2012: Gabriele Leupold
- 2013: Wolfgang Kubin
- 2014: Sabine Stöhr
- 2015: Anne Birkenhauer
- 2016: Anne Weber[2]
- 2017: Renate Schmidgall[3]
- 2018: Wolfgang Schlüter
- 2019: Kurt Steinmann
- 2020: Ernest Wichner[4]
- 2021: Barbara Kleiner
- 2022: Rainer G. Schmidt
- 2023: Andreas Tretner[5]
- 2024: Esther Kinsky
- 2025: Stefan Moster

## Kritik
Der Zeitschrift Übersetzen fiel 1988 auf, dass der Preis bis dahin 31-mal verliehen worden ist, davon jedoch nur fünfmal an Frauen. Dreimal gab es geteilte Preise zwischen einer Frau und einem Mann; insgesamt entspricht das 20 % Frauenanteil. Den Anteil von Übersetzerinnen unter allen hauptberuflichen Übersetzenden hat die Zeitschrift damals auf 60 % geschätzt. In den 33 Jahren von 1989 bis 2021 ging der Preis 13 Mal an eine Frau.